# Руговський каньйон
Руговський каньйон (алб. Gryka e Rugovës; серб. Руговска клисура) — річковий каньйон поблизу міста Печ у західному Косово, поблизу кордону з Чорногорією. Маючи довжину до 25 км та глибину до 1 000 метрів, каньйон вважається одним з найдовших і найглибших у Європі. Він утворився внаслідок відступу Пецького льодовика, а потім водної ерозії річкою Пецька Бистриця (серб. Пећка Бистрица; алб. Lumbardhi i Pejës).
1985 року Руговський каньйон був оголошений захищеною пам'яткою природної спадщини за його геологічну, гідрологічну, спелеологічну та ботанічну цінність та вражаючий пейзаж.

## Географія
Коротка, але потужна річка Пецька Бистриця прорізала каньйон між горами Жлеб на північ та Копрівник, північним виступом гір Проклетіє, на південь. Вхід у каньйон розташований у трьох кілометрах від міста Печ, він продовжує звужуватись наступні 6 км, створюючи долину з високими вертикальними стінами, через яку тече річка. Далі ще звужується на ділянці, де по його східному боку прокладена дорога, яка поєднує Косово з Чорногорією. 
Середня глибина каньйону становить 650—1000 м. Сила води прорізала не лише вапняк та глинистий сланець, а й ландшафт, складений мармуром та серпентинами. Верхня частина каньйону є льодовиковим трогом стародавнього льодовика.
Каньйон малонаселений — постійно (село Малі Штупелі), та влітку — на західному боці.

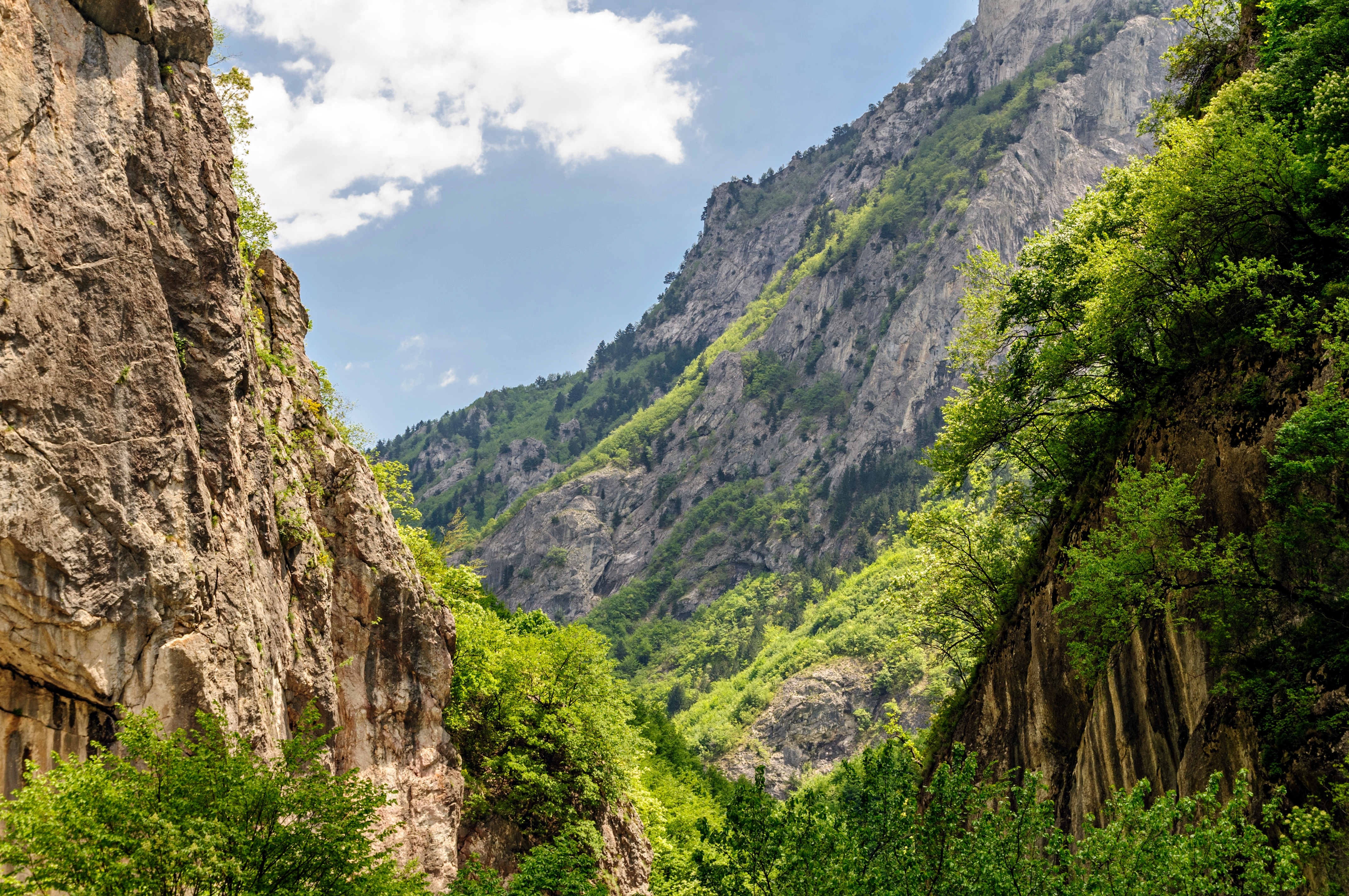
Руговський каньйон

На стінах каньйону є декілька водоспадів та багато струмків, напр. Uji i Zi (Чорна вода) та Kroi i km-5 (струмок 5-го км). На шостому кілометрі каньйону розташований водоспад висотою 25 метрів, який падає зі скель його південної сторони у річку. Також у каньйоні сотні печер, багато з них недосліджені. Найбільш відомі — Gryka e Madhe (система печер Великого каньйону; досліджено бл.11 км), Shpella e Karamakazit (печера Чорних ножиць) та Shpella e Kallabes (печера Каллаба; в ній знайдені археологічні залишки стародавніх людей). Сторони каньйону поєднує добре відомий арочний міст, на одному з входів на який є скеля з наскельним зображенням атлета, вік якого ймовірно датується періодом пеласгів.

### Печера Великого каньйону
Печера Великого каньйону (Gryka e Madhe) розташована на 8-му кілометрі Руговського каньйону з лівого боку у 60 метрах над руслом річки (637 м.н.м.).
Дослідження цієї печери розпочалось 1993 року, коли її відкрили словацькі спелеологи, які подорожували до Македонії Руговським каньйоном, хоча місцевим мешканцям вона була відома задовго до того. Було визначено, що коридори печери мають овальний профіль, а вона сама має характер постійно підземного каньйону з високими стінами. Найвищі рівні печери осадів не мають, а в нижчих є осади з великих, круглих каменів. На цей час досліджено 5 рівнів печери. Перший — на рівні дзеркала води річки, що становить 66 метрів вниз від входу; на цьому рівні виявлено різнокольорові осади. Через нерівну поверхню та ризик для людей, до печери рідко потрапляють люди, і вона в хорошому стані. Печеру досліджували різні команди експертів зі Словаччини, Болгарії, неурядової організації «Aragoniti» та KEPA.

## Цікаві місця
Руговський каньйон є цікавим місцем для гірського туризму (хайкінгу та скелелазіння) та для дослідників печер. Тут також була збудована Віа феррата, перша та поки що єдина на Балканах.
Монастир Печського патріархату, історичний та духовний центр Сербської православної церкви, розташований при вході у каньйон.

## Галерея

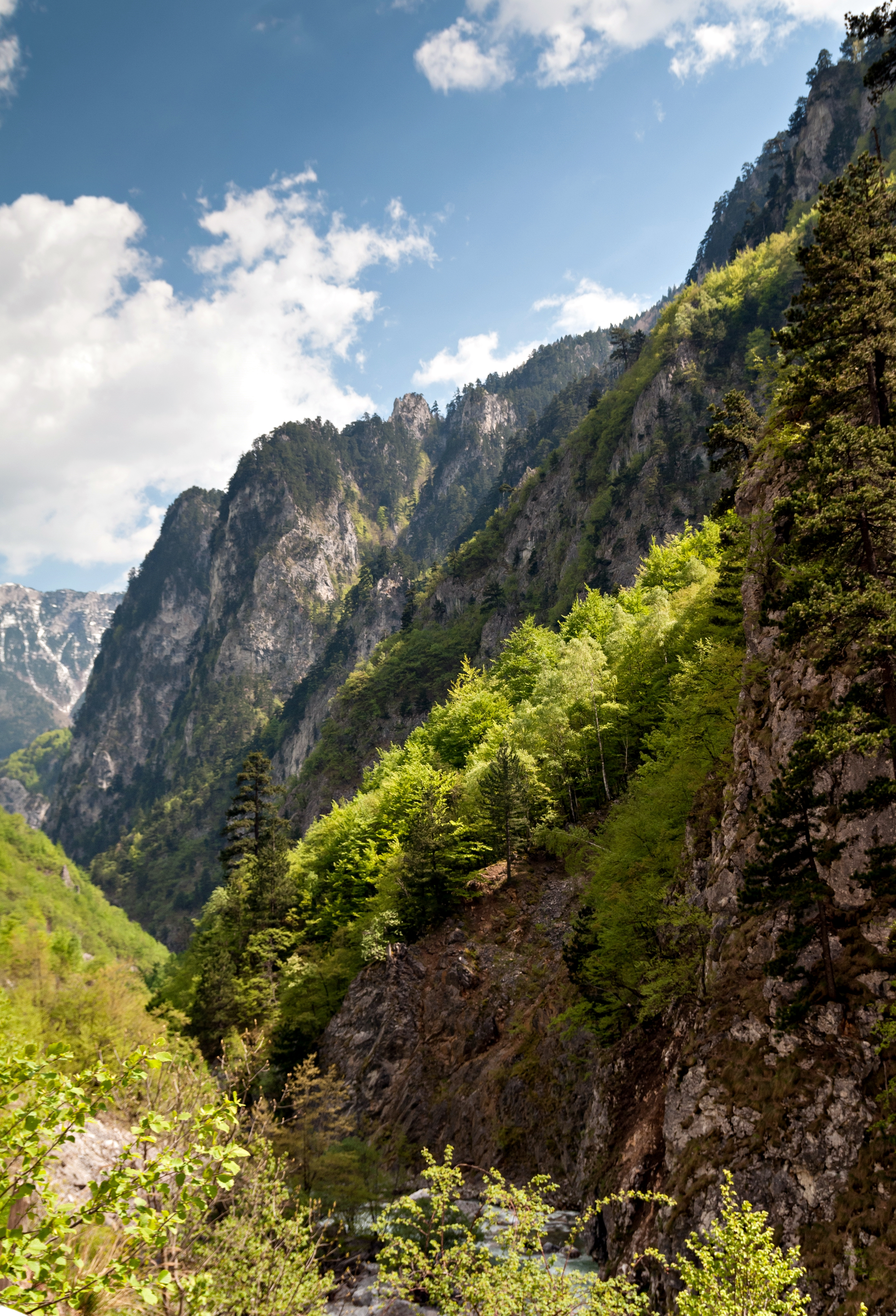
Руговський каньйон
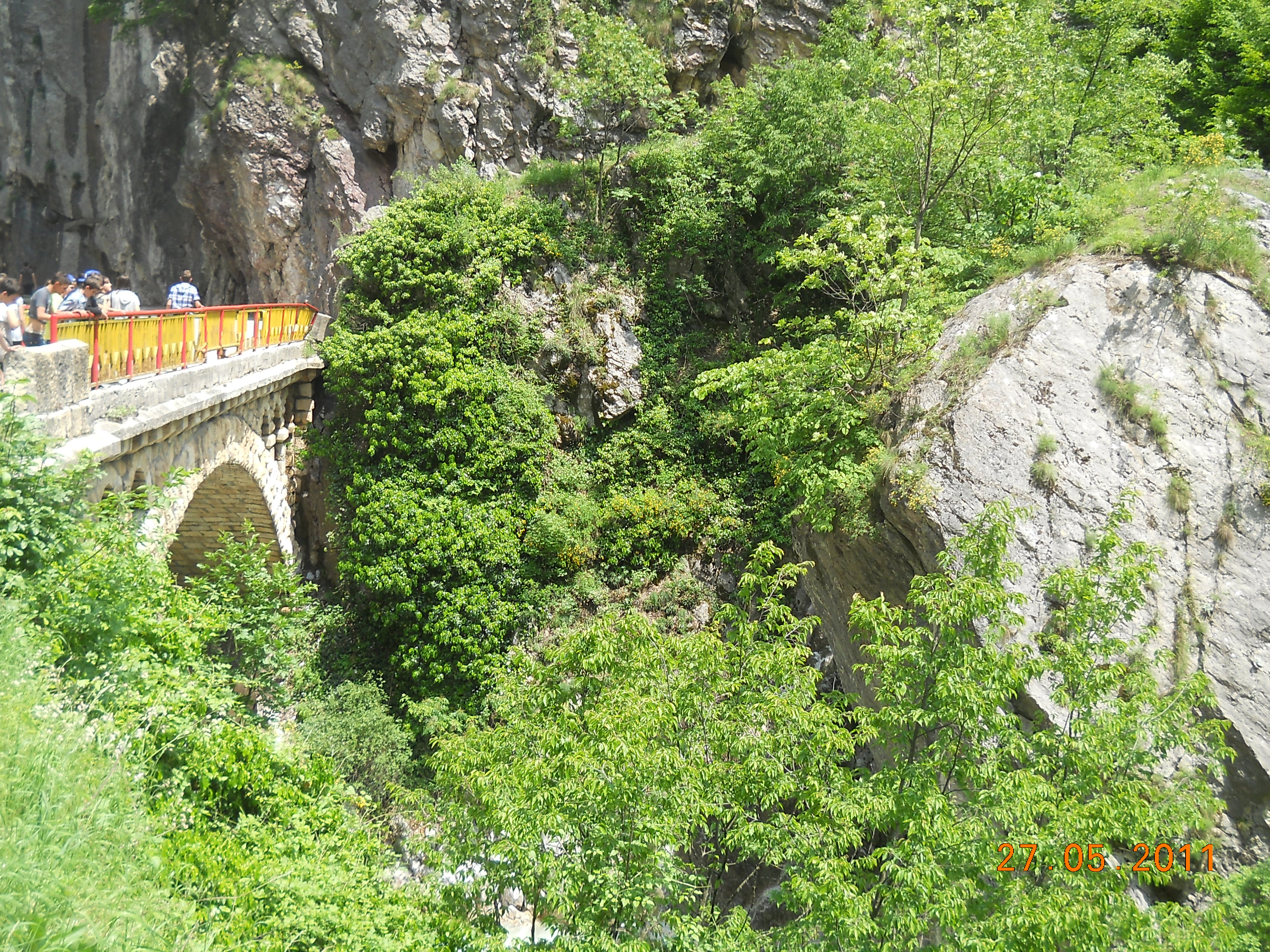
Міст через річку
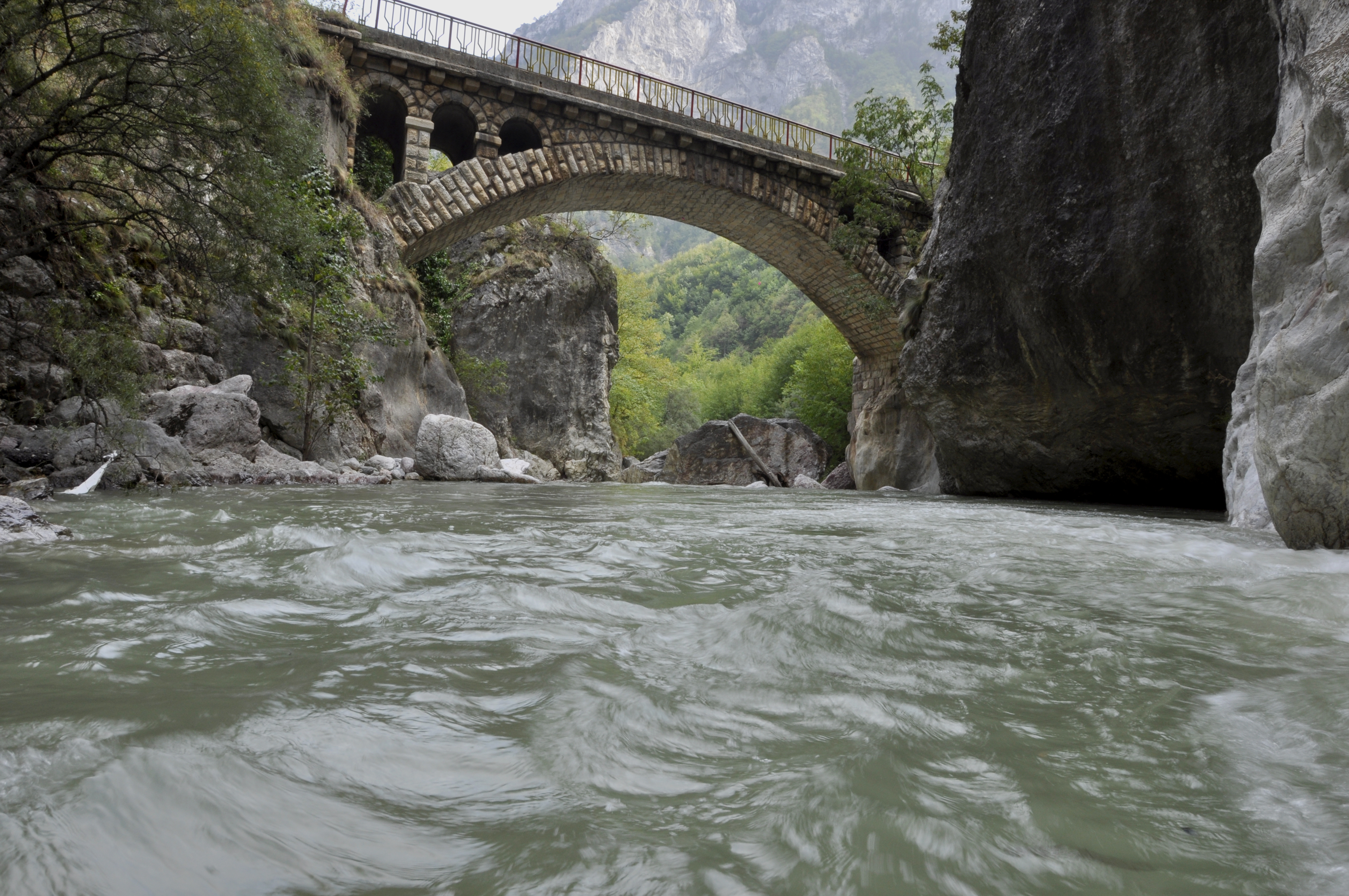
Міст через річку
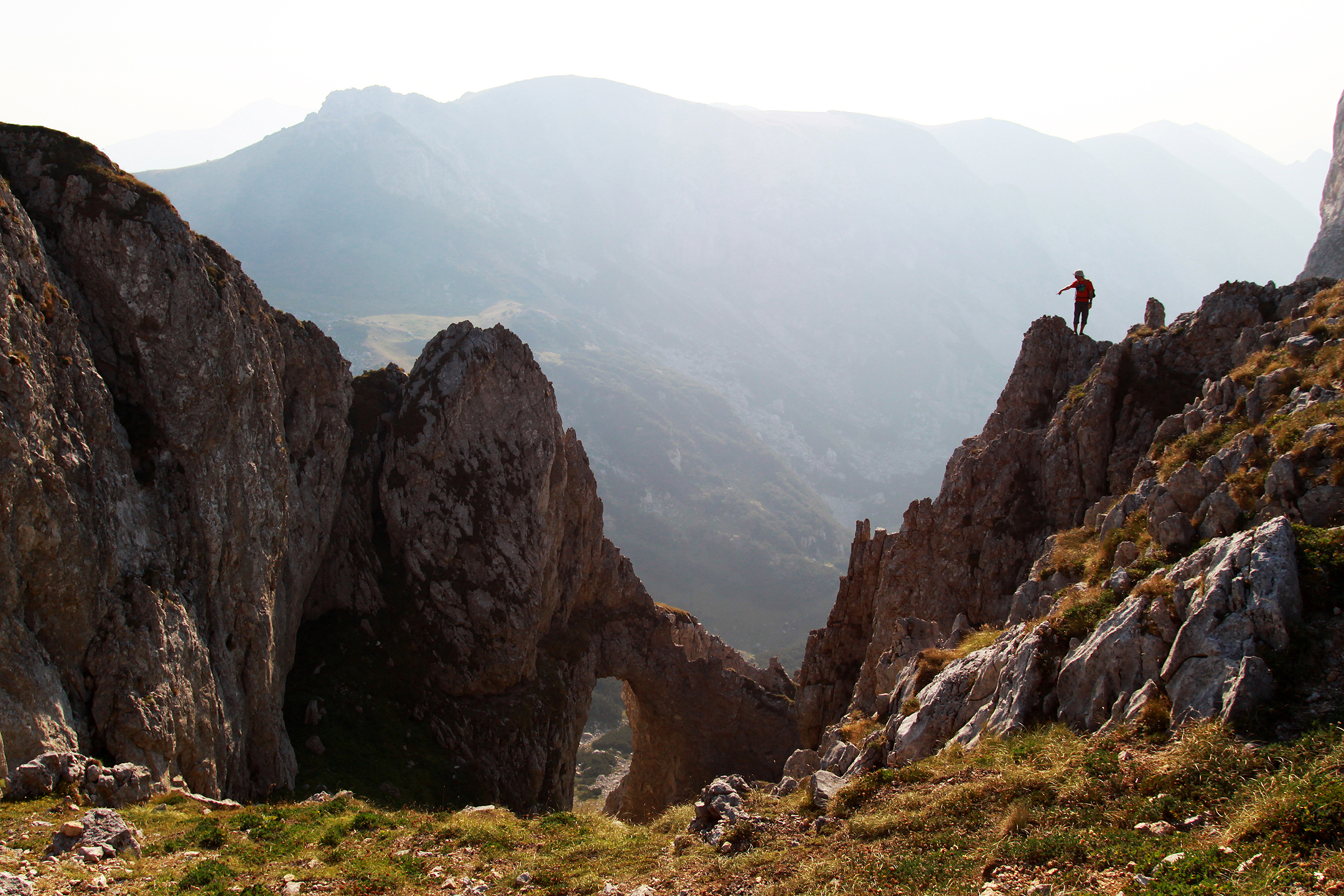
Скеля Лугу і Шкодрес у каньйоні
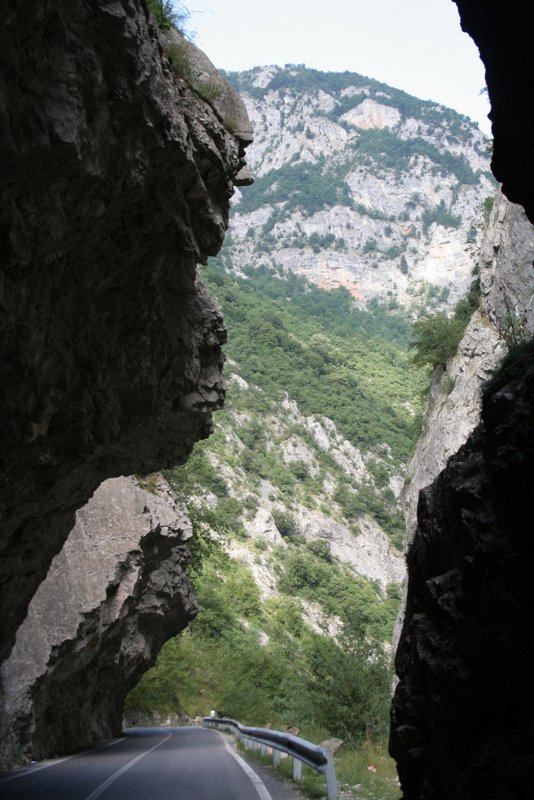
Дорога, прокладена вздовж каньйону
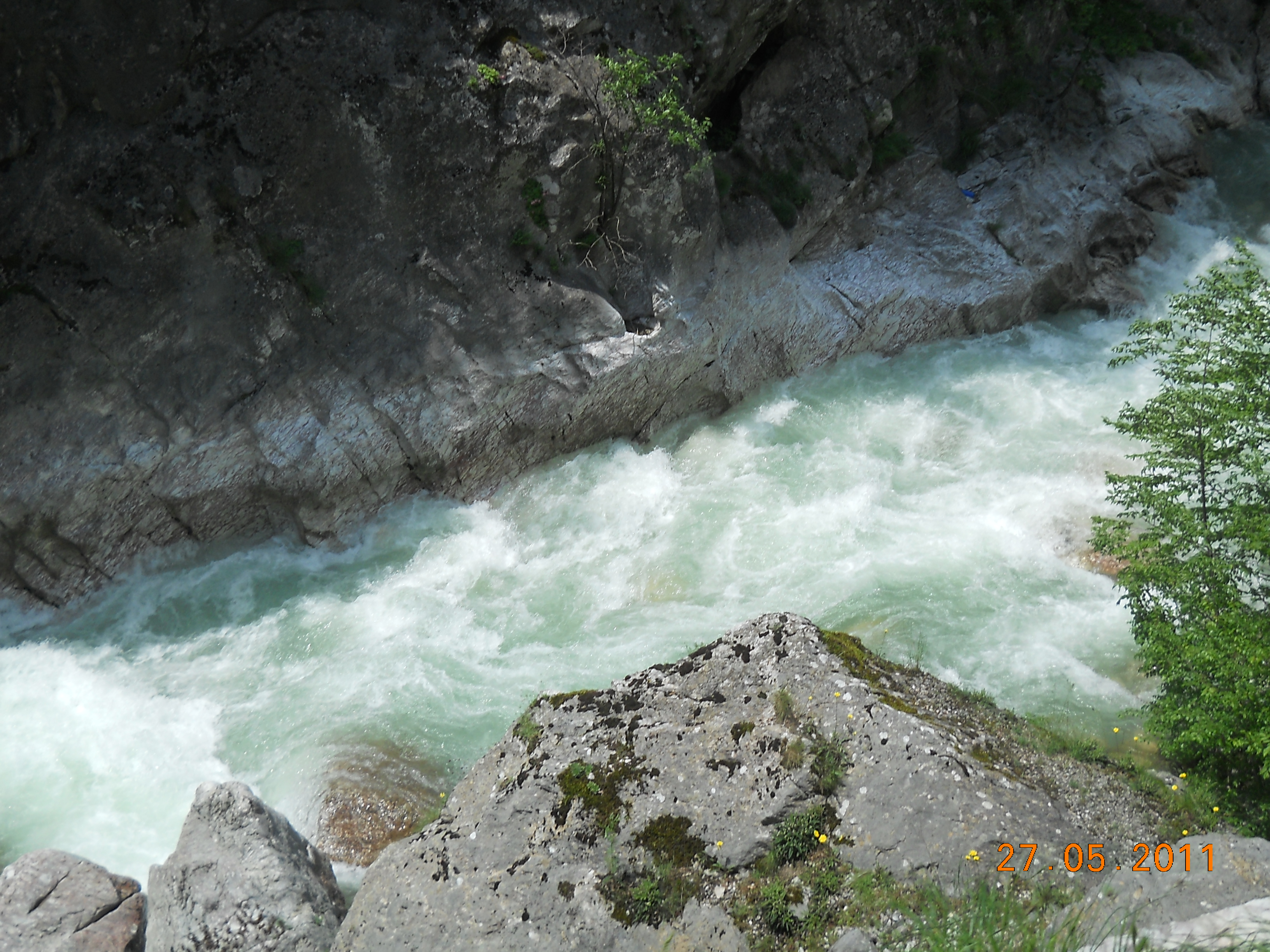
Річка Пецька Бистриця
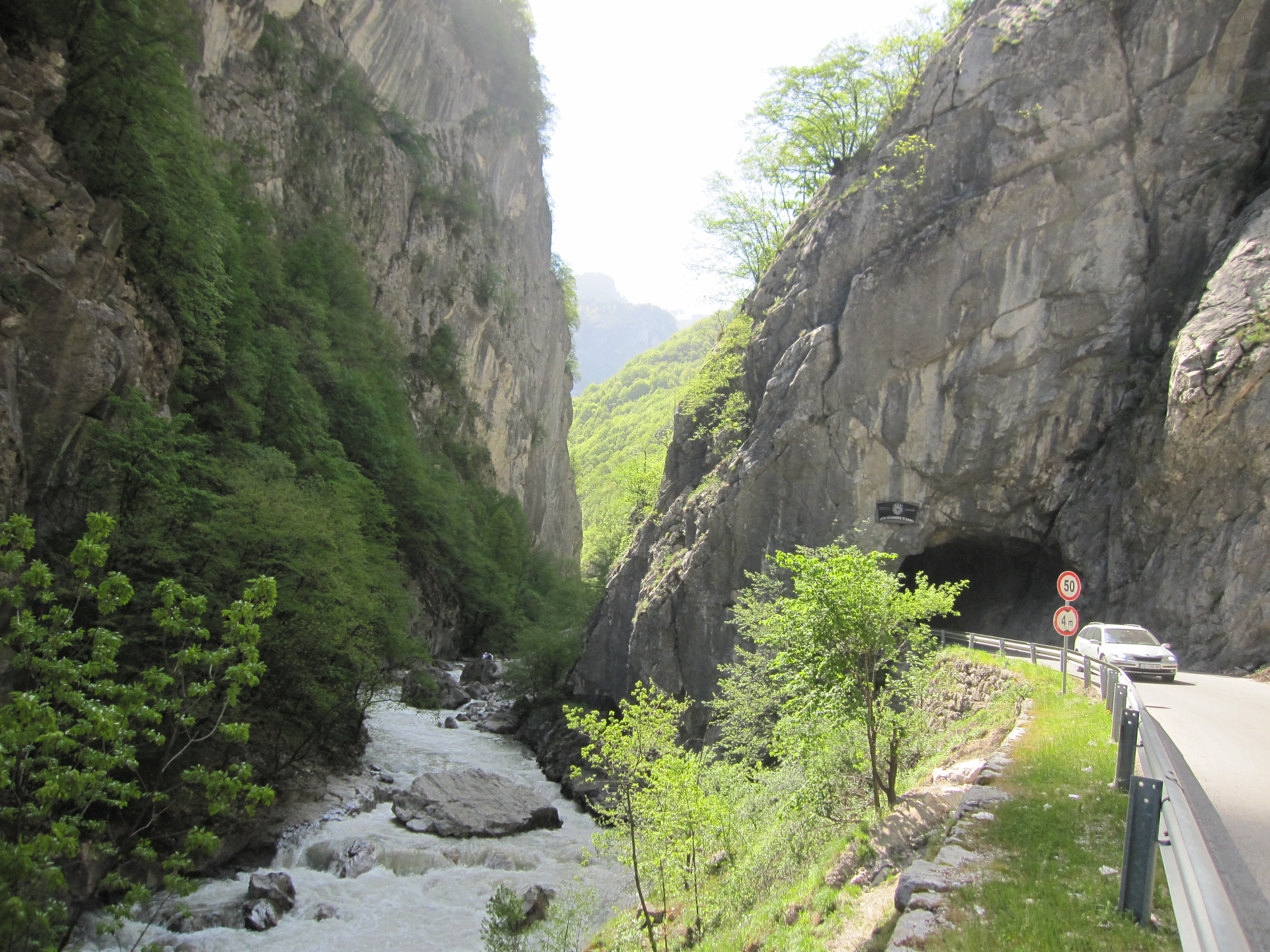
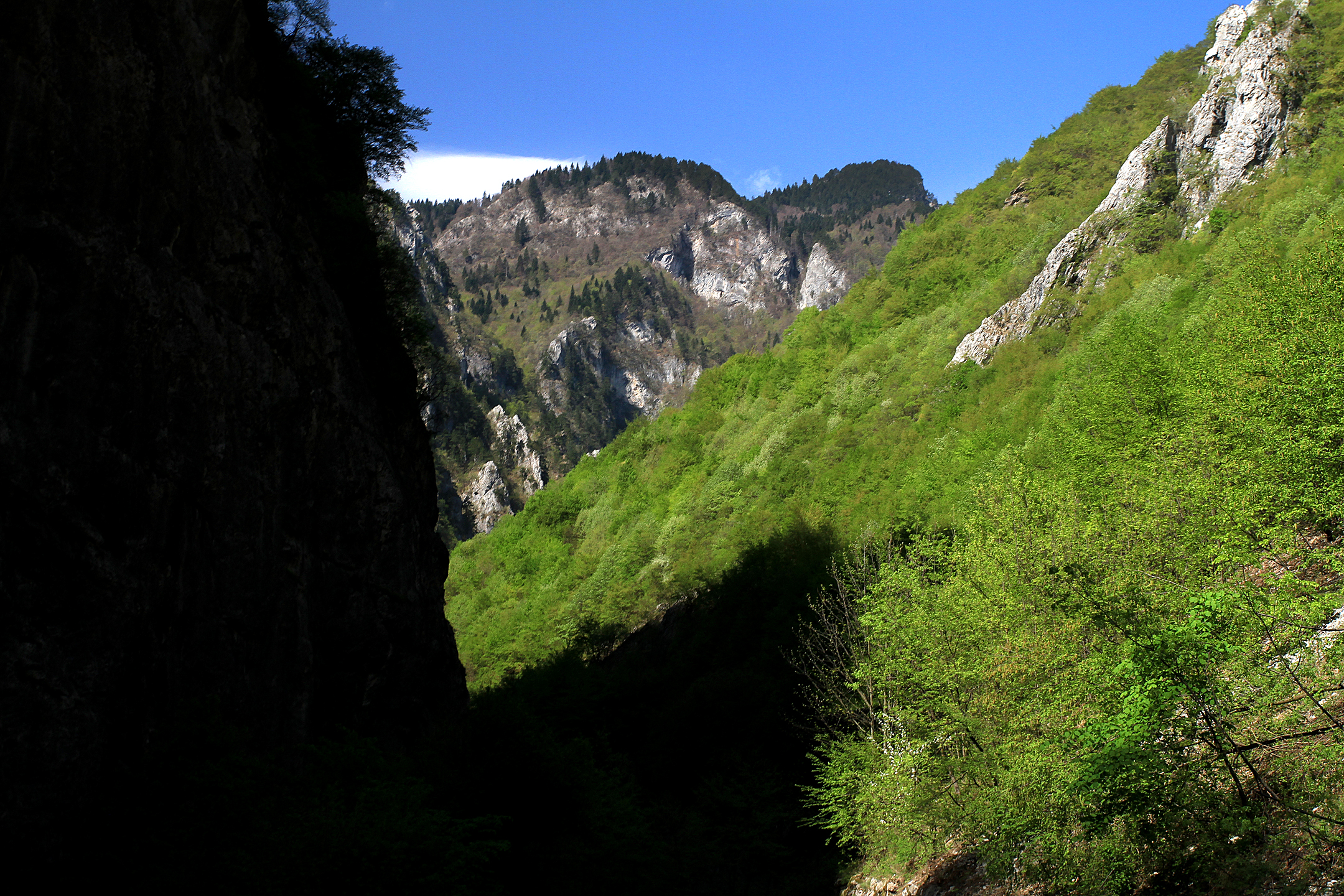
Флора каньйону
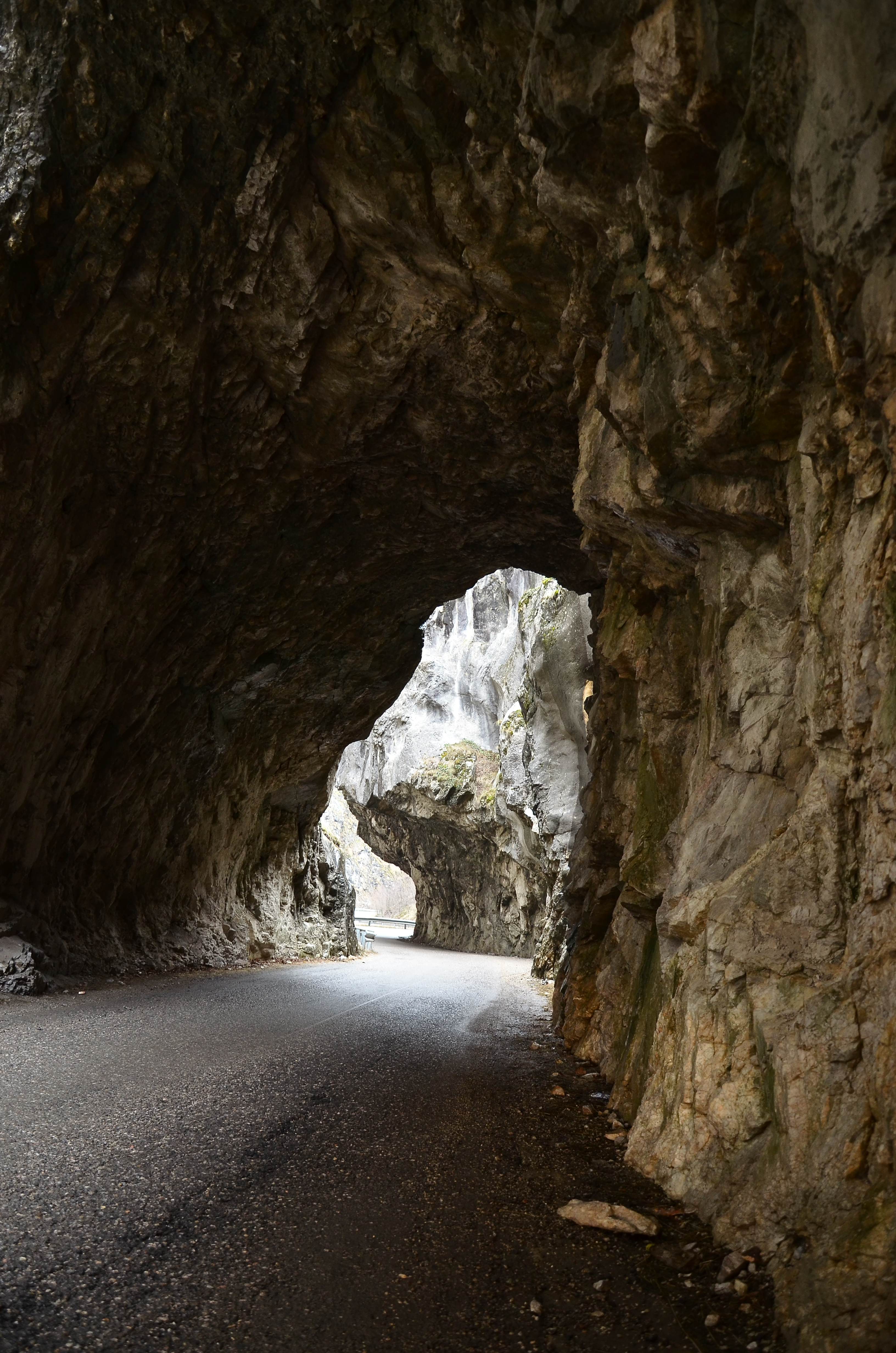
Тунель через скелі
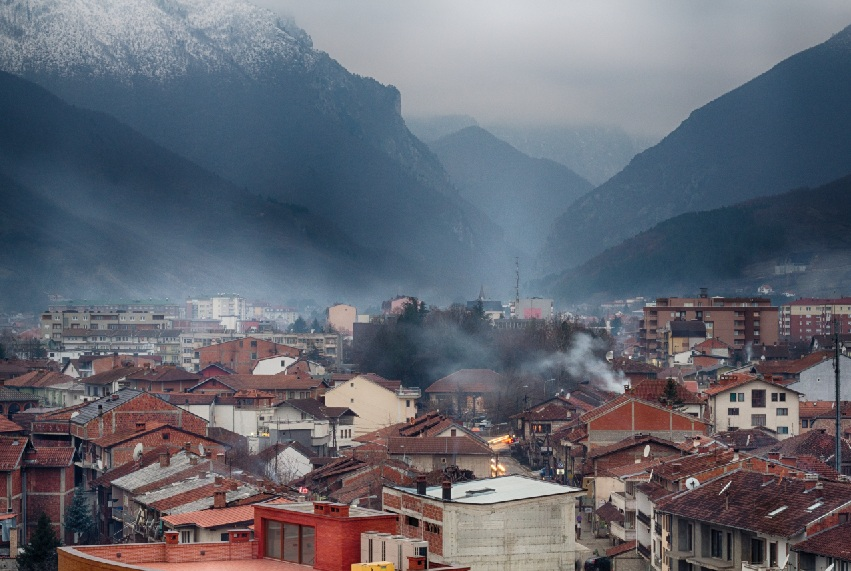
Місто Печ та вхід до каньйону
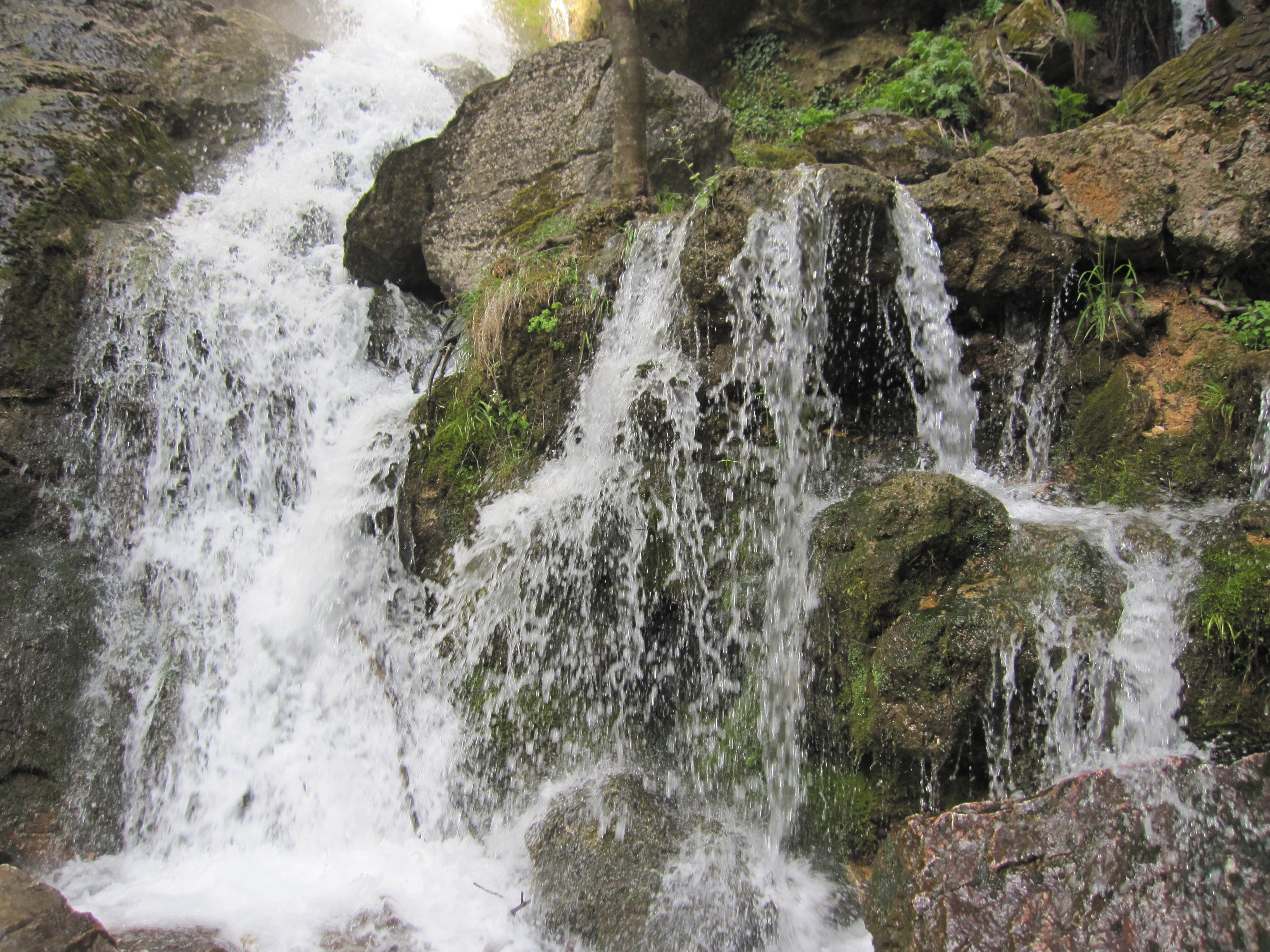
Водоспад на 5-му км
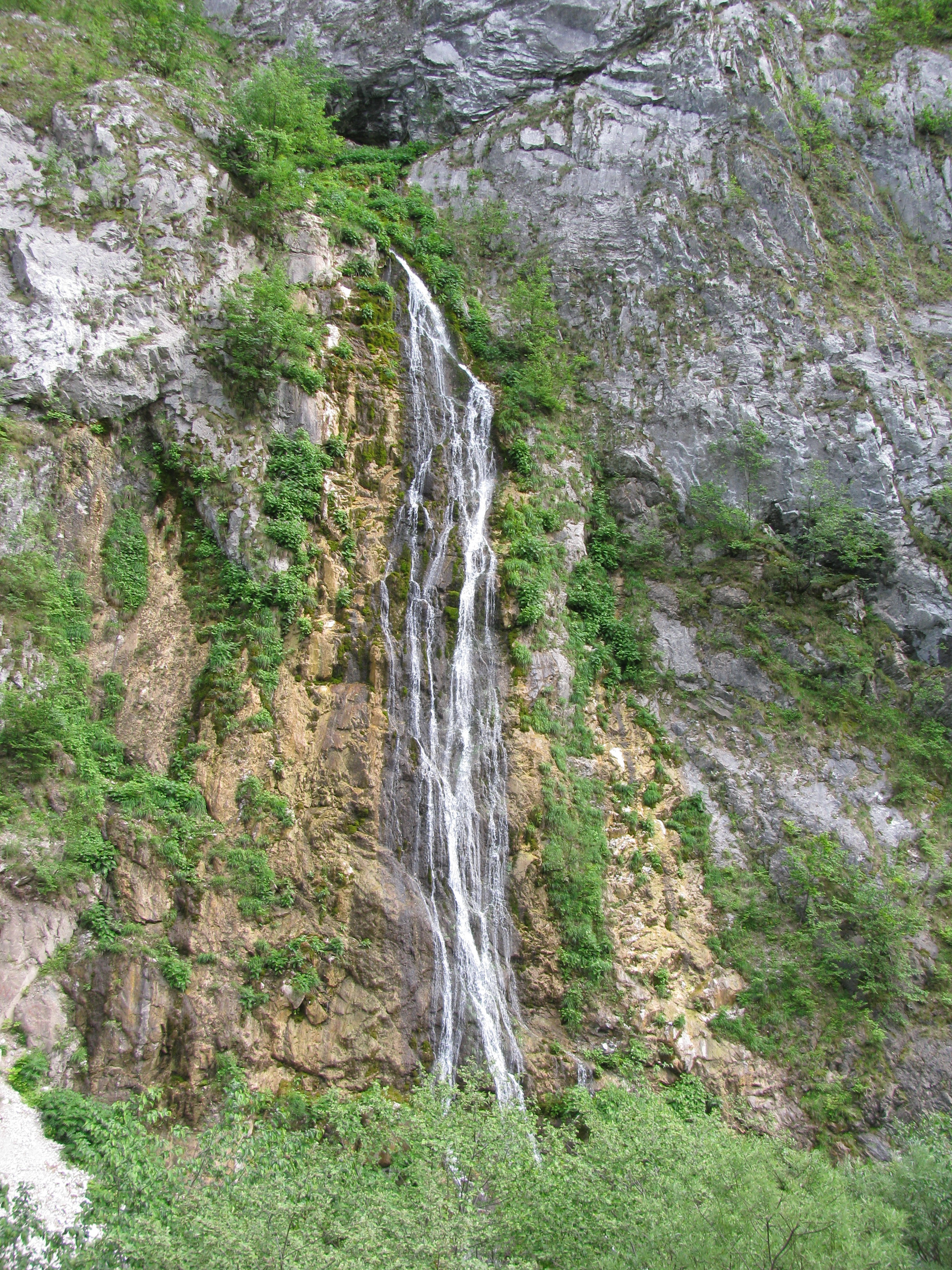
Водоспад на 6-му км
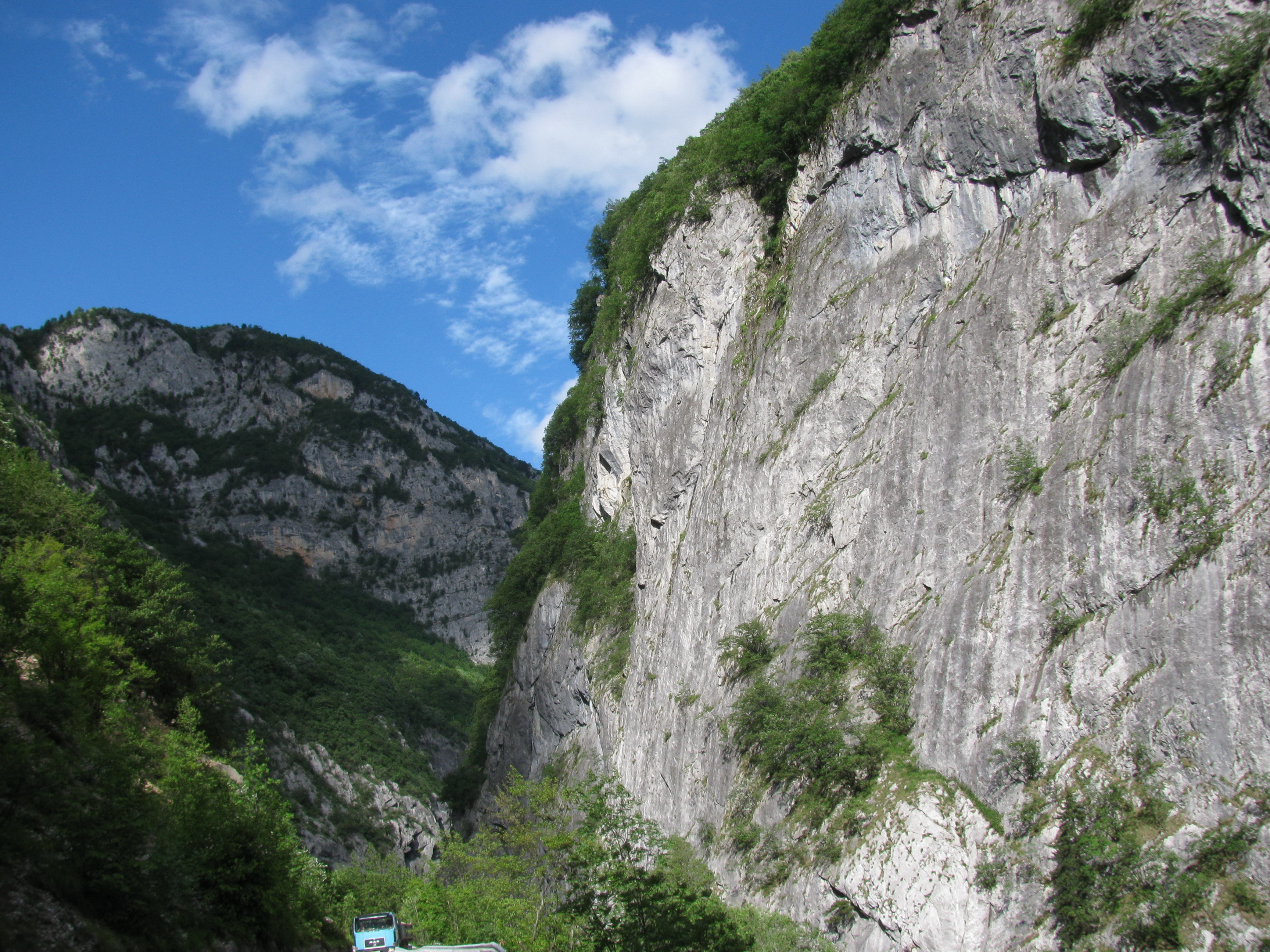
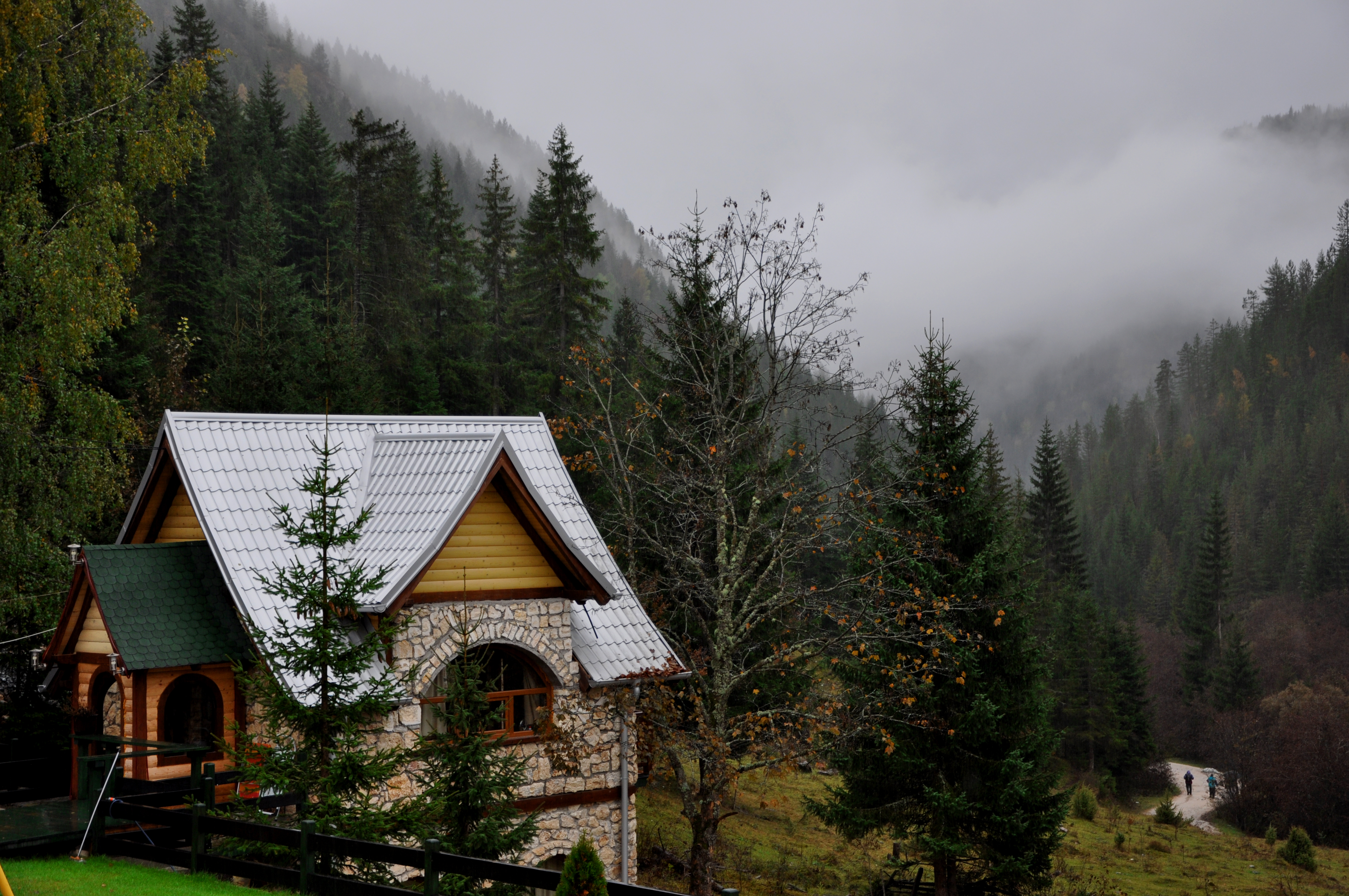
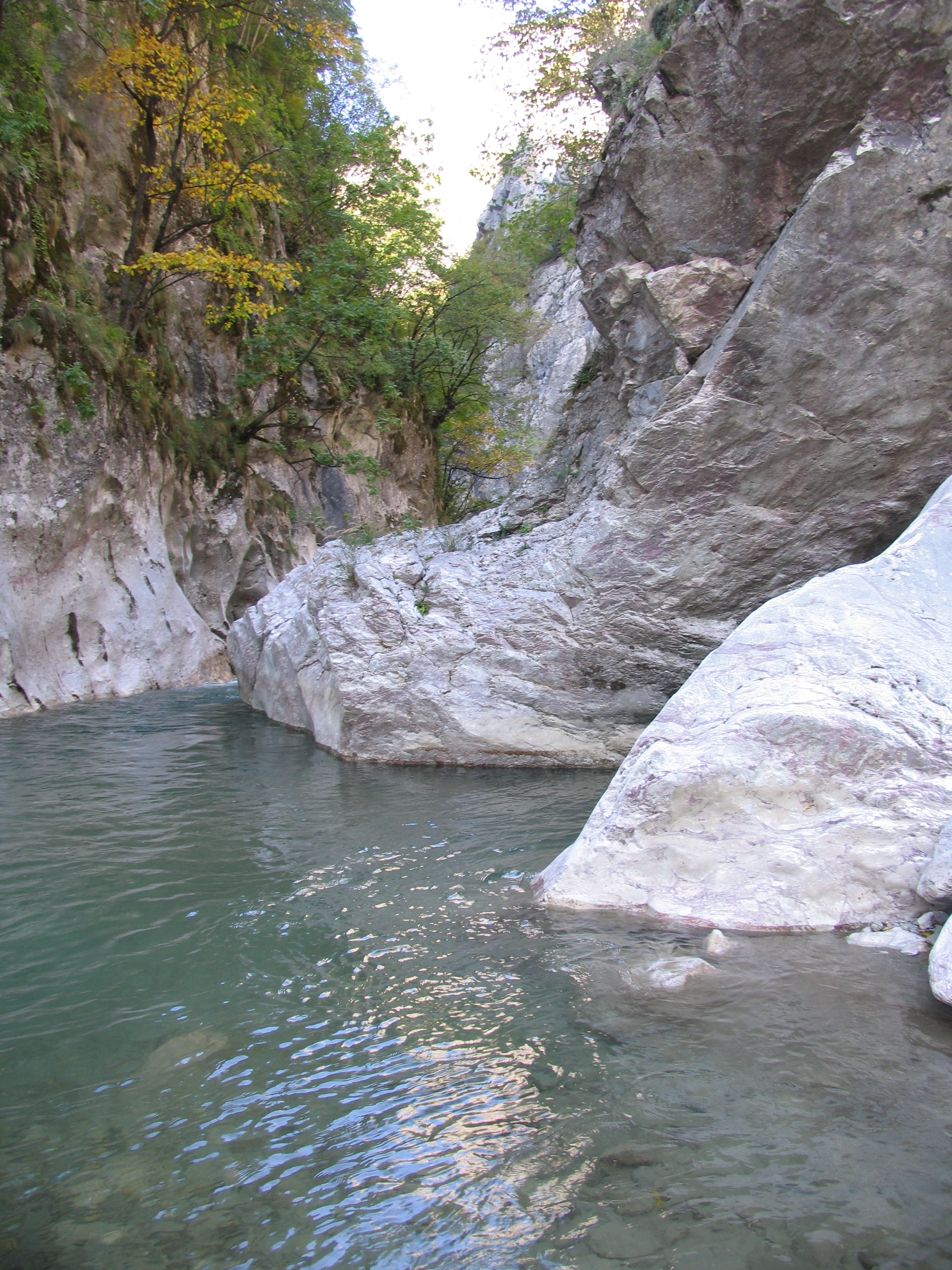